# František Vlk
František Vlk (Říčany, 30 maggio 1925 – 4 agosto 2003) è stato un calciatore cecoslovacco, di ruolo attaccante.

## Carriera

### Club
Ha sempre giocato nel campionato cecoslovacco.

### Nazionale
Ha collezionato 14 presenze in Nazionale.